# Empherozoster antaeus
Empherozoster antaeus är en mångfotingart som beskrevs av Crabill 1959. Empherozoster antaeus ingår i släktet Empherozoster och familjen trädgårdsjordkrypare. Inga underarter finns listade i Catalogue of Life.